# 다대고등학교
다대고등학교(多大高等學校)는 대한민국 부산광역시 사하구 다대동에 있는 공립 고등학교이다.

## 학교 연혁
- 1995년 5월 22일 : 교육부 설립 인가(10학급)
- 1997년 3월 1일 : 초대 이봉원 교장 취임
- 1997년 3월 5일 : 제1회 입학식(541명 10학급 남 192명, 여 349명)
- 2004년 6월 22일 : 다목적강당 착공
- 2005년 4월 16일 : 다목적강당 준공
- 2005년 6월 17일 : 다목적강당 (바랄관) 개관식
- 2007년 11월 30일 : 바룸 도서관 개관
- 2009년 3월 1일 : 교원능력개발평가 부산시교육청 시범학교 운영
- 2011년 3월 1일 : 2011학년도 부산광역시교육청 지정 정책 연구학교(학력증진영역)
- 2012년 3월 1일 : 특수학급 1학급 증설
- 2022년 3월 1일 : 제12대 이기열 교장 취임
- 2023년 12월 29일 : 제25회 졸업식 (190명 남 65명, 여 125명) 졸업생 누계 8,610명
- 2024년 3월 4일 : 제28회 입학식(228명 8학급 남 85명, 여 143명)

## 참고 자료
- 다대고등학교 - 한국교육학술정보원 학교알리미